# بين ماكين
بين ماكين (بالإنجليزية: Ben McCain)‏ هو مقدم برامج إذاعية وصحفي وممثل أمريكي، ولد في 25 يونيو 1955 في الولايات المتحدة.

## وصلات خارجية
- بين ماكين على موقع IMDb (الإنجليزية)